# Мачильский, Сергей Александрович
Сергей Александрович Мачильский (род. 1 июня 1961) — советский и российский кинооператор, оператор-постановщик. Заслуженный деятель искусств Российской Федерации (2007).

## Биография
Сергей Мачильский родился 1 июня 1961 года в Ялте в семье кинематографистов. Отец — кинооператор Александр Мачильский, мать — художник-гримёр Луиза Мачильская.
В 1983 году Сергей Мачильский окончил операторский факультет ВГИКа (мастерская В. И. Юсова). С 1983 года работал на киностудии им. Горького.
Выступил в роли оператора-постановщика ряда рекламных роликов и музыкальных клипов.
В 1993 году совместно с Дёминым, Любшиным, Райским и Шайгардановым создал Ассоциацию российских кинооператоров «А. Р. К. О.».
С 1997 года — оператор межпрограммного пространства канала РТР.
В 2000—2009 годах преподавал на операторском факультете ВГИК.
Член Президиума Российской Академии кинематографических искусств «Ника».
Женат на кинорежиссёре Оксане Карас, выступал в роли оператора нескольких её картин.

## Фильмография
- 1982 Мои университеты (короткометражный, СССР) совм. с Ю. Любшиным
- 1983 Мальчик и море (короткометражный, СССР)
- 1990 Неустановленное лицо (СССР)
- 1991 Кикс (СССР)
- 1992 Кооператив «Политбюро», или Будет долгим прощание (Россия/Беларусь)
- 1993 Дорога в рай (Россия/Германия)
- 1993 Сотворение Адама (Россия)
- 1994 Серп и молот (Россия)
- 1995 Экзерсис № 5 (в к/а Прибытие поезда) (короткометражный, Россия)
- 1996 Мужские откровения (короткометражный, Россия)
- 1997 Бомба (видео, Россия)
- 1997 Жизнь замечательных людей (документальный сериал, Россия) в сериях «Михаил Шемякин. В погоне за чистым временем», «Эрнст Неизвестный. Диалоги»
- 1997 Американка (Россия)
- 1999 Поклонник (Россия)
- 2001 Коллекционер (Россия)
- 2001 Механическая сюита (Россия)
- 2002 В движении (Россия)
- 2002 Дневник камикадзе (Россия)
- 2002 Убойная сила (телевизионный, сериал, Россия) в сериях «Курс молодого бойца», «Последний причал»
- 2003 Особенности национальной политики (Россия) совм. с И. Багаевым
- 2004 Свои (Россия)
- 2005 Убойная сила 6 (телевизионный, сериал, Россия) в сериях «Мыс Доброй надежды», «Братство по оружию»
- 2006 Связь (Россия)
- 2008 Тот, кто гасит свет
- 2009 Человек, который знал всё
- 2009 Кошечка (к/а, новелла «Странный сон»)
- 2009 Человек у окна
- 2010 Москва, я люблю тебя! (к/а, новелла «Job — Работа»)
- 2010 Одноклассники
- 2012 Белая гвардия
- 2011 Небесный суд
- 2012 Все ушли
- 2013 Зеркала
- 2013 Шагал – Малевич
- 2016 Контрибуция
- 2016 Следователь Тихонов (сериал)
- 2016 Так сложились звёзды
- 2016 Молот
- 2016 Как Большие (короткометражный)
- 2017 Отличница (сериал)
- 2018 У ангела ангина
- 2018 Годунов (сериал)
- 2018 Выше неба
- 2019 Доктор Лиза
- 2020 Бомба (сериал)
- 2021 Чиновница (сериал)
- 2021 Может быть когда-нибудь (короткометражный)
- 2022 Аксентьев (сериал)

## Награды
- 1993 — МКФ операторского мастерства в Битоле (Приз «Серебряная камера-300», фильм «Кикс»)
- 1994 — Приз «Зеленое яблоко — золотой листок» (За лучшую работу оператора, фильм «Серп и молот»)
- 2002 — Премия киноизобразительного искусства «Белый квадрат» (фильм «В движении»)
- 2002 — Номинация на премию киноизобразительного искусства «Белый квадрат» (фильм «Дневник камикадзе»)
- 2002 — Номинация на премию «Ника» (За лучшую операторскую работу, фильм «Коллекционер»)
- 2003 — Премия «Ника» (За лучшую операторскую работу, фильм «В движении»)
- 2005 — Премия «Золотой Орёл» (За лучшую операторскую работу, фильм «Свои»)
- 2005 — Премия «Ника» (За лучшую операторскую работу, фильм «Свои»)
- 2005 — Премия киноизобразительного искусства «Белый квадрат» (фильм «Свои»)
- 2007 — Номинация на премию киноизобразительного искусства «Белый квадрат» (фильм «Связь»)
- 2009 — Номинация на премию киноизобразительного искусства «Белый квадрат» (фильм «Тот, кто гасит свет»)
- 2010 — Номинация на премию «Ника» (За лучшую операторскую работу, фильм «Человек, который знал все»)
- 2012 — XX Фестиваль российского кино «Окно в Европу» — Специальный приз жюри за лучшую операторскую работу (фильм «Все ушли»)[2].
- 2012 — Фестиваль «Амурская осень», Благовещенск — приз за Лучшую операторскую работу (фильм «Все ушли»).
- 2012 — ХХ всероссийский кинофестиваль «Виват, кино России!» — приз за Лучшую операторскую работу (фильм «Все ушли»).
- 2013 — Номинация на премию киноизобразительного искусства «Белый квадрат» Гильдии кинооператоров России (фильм «Все ушли»).
- 2014 — Номинация на премию киноизобразительного искусства «Белый квадрат» Гильдии кинооператоров России (фильм «Зеркала»).
- 2014 — IV Забайкальский международный кинофестиваль (Чита) — специальный приз жюри за операторскую работу (фильм «Зеркала»)[3].
- 2014 — Кинофестиваль «Провинциальная Россия» (Ейск) — приз за лучшую операторскую работу (фильм «Зеркала»)[4]
- 2016 — Номинация на премию киноизобразительного искусства «Белый квадрат» за фильмы 2014 года (фильм «Шагал-Малевич»)
- 2016 — Приз за лучшую операторскую работу на кинофестивале «Виват кино России!» в Санкт-Петербурге (фильм «Контрибуция»)[5]
- 2017 — Номинация на премию киноизобразительного искусства «Белый квадрат» (фильм «Контрибуция»)[6]
- 2021 — V Международный кинофестиваль имени Вячеслава Тихонова «17 мгновений» — приз за Лучшую операторскую работу в сериале (сериал «Бомба»)[7]
- 2025 — Премия «ТЭФИ» в номинации «Оператор сериала» (сериал «Столыпин»)[8]